# Campionati europei di nuoto di fondo 2012 - 5 km a squadre
I 5 chilometri a squadre dei Campionati europei di nuoto di fondo 2012 si sono disputati il 14 settembre a Piombino. La gara era in programma per il 13 settembre, ma è stata rinviata a causa del maltempo.
La gara è stata vinta dall'Italia, con la squadra formata da Luca Ferretti, Simone Ercoli e Rachele Bruni, con il tempo di 59'04"2.

## Risultati
| Pos.    | Squadra                                                          | Tempo     | Distacco |
| ------- | ---------------------------------------------------------------- | --------- | -------- |
| Oro     | Italia Luca Ferretti Simone Ercoli Rachele Bruni                 | 59'04"2   | -        |
| Argento | Grecia Marios Kalafatis Georgios Arniakos Kalliopi Araouzou      | 59'57"1   | +52"9    |
| Bronzo  | Germania Thomas Lurz Andreas Waschburger Angela Maurer           | 1h00'42"5 | +1'38"3  |
| 4       | Russia Evgenij Dratcev Daniil Serebrennikov Anastasija Krapivina | 1h01'05"4 | +2'01"2  |
| 5       | Francia Damien Cattin Vidal Romain Beraud Coralie Codevelle      | 1h01'43"4 | +2'39"2  |
| 6       | Ucraina Ihor Snitko Ihor Červynskyj Ol'ha Beresnjeva             | 1h01'54"3 | +2'50"1  |
| 7       | Spagna Yonatan Castet Thomas Snelson Yurema Requena              | 1h02'24"6 | +3'20"4  |
| 8       | Rep. Ceca Jakub Tobiáš Ján Kútnik Silvie Rybářová                | 1h03'22"3 | +4'18"1  |
| 9       | Israele Yuval Safra Shahar Resman Rotem Amit                     | 1h05'53"3 | +6'49"1  |
| 10      | Turchia Safter Giray Arın Ezgi İnkaya Emre Öztürk                | 1h09'45"0 | +10'41"6 |